# ヤッさん
『ヤッさん』は、原宏一による日本の小説のシリーズ。
2010年5月3日より、NHK-FM放送「青春アドベンチャー」にて『ヤッさん』のタイトルでラジオドラマ（全10話）が放送された。
2016年7月22日、『ヤッさん〜築地発！おいしい事件簿〜』のタイトルでテレビ東京系でテレビドラマ化された。

## シリーズ一覧
| # | タイトル                  | 初出                                    | 書誌情報                                                                                           | 収録作                                                                                            |
| - | ------------------------- | --------------------------------------- | -------------------------------------------------------------------------------------------------- | ------------------------------------------------------------------------------------------------- |
| 1 | ヤッさん                  | 『小説推理』 2009年2月号 - 2009年7月号  | 2009年11月1日発行、双葉社、ISBN 978-4-575-23675-0 2012年10月11日、双葉文庫、ISBN 978-4-575-51528-2 | - ホームレスのグルメ帳 - ラブミー蕎麦 - 籠城レストラン - 築地の乱 - 松の木コテージ - ターレの行方 |
| 2 | ヤッさんII 神楽坂のマリエ | 『小説推理』 2013年6月号 - 2013年11月号 | 2014年3月24日発行、双葉社、ISBN 978-4-575-23854-9 2015年10月15日、双葉文庫、ISBN 978-4-575-51825-2 | - 神楽坂のマリエ - ワールドSUSHI - 夫婦蕎麦 - 片言のヨナス - 一本釣りの清治 - チラシの手帳        |
| 3 | ヤッさんIII 築地の門出    | 『小説推理』 2015年1月号 - 2015年6月号  | 2015年11月20日発行、双葉社、ISBN 978-4-575-23926-3                                                 | - ヤッさん襲撃事件 - モーニン！東京 - 鮨まな - 杉さんの本懐 - 白い花の里 - 築地の門出             |
| 4 | ヤッさんIV 料理人の光     | 『小説推理』 2016年4月号 - 2016年9月号  | 2016年12月21日発行、双葉社、ISBN 978-4-575-24010-8                                                 |                                                                                                   |

## 登場人物
ヤス
「銀座のヤス、ヤッさん」といえば知らぬ者はいない有名なホームレス。食材や料理に関する目利きや舌はプロからも一目置かれており、忙しくてなかなか足を運べない料理人と河岸の仲買の仲介をする見返りにまかない飯をごちそうになっている。顔が広く、仲買や飲食店のみならず、地方の長距離ドライバーとも顔見知りのため、いい食材が水揚げされたと聞けば、北海道から九州まですぐに便乗させてもらって駆けつける。「馬鹿野郎!」が口癖。
服装は常にTシャツだが、銀座という土地柄、また飲食店や食品店に出入りする手前、常に身ぎれいにしていることを心掛けている。ホームレスなりに矜持を持って仕事をしている。移動手段は基本的にジョギングで、食後の筋トレ（腹筋・腕立て伏せ・スクワット等）で体力維持に努めている。
資産家の生まれで、幼少期から海外で食べ歩きをして味覚を養った。長じて「料亭やすし」という店を持ったが、さる事情で店をたたみ、一時は死を考えるほどの辛酸をなめ転落人生に入る。積極的に過去について話すことはなく、自身の過去を知る人が他人に話すことも厭い、他人のありきたりな身の上話も嫌う。河豚の調理師免許を持っている。
タカオ
青森県出身。18歳で上京し、都内の大学に進学。IT関連企業に就職したものの、折り合いが悪く1年ほどで退職。食いつなぐために派遣の仕事を5、6年ほど続けたが、立ちゆかなくなり、家賃滞納、ネットカフェ寝泊まりを経て銀座のホームレスになった。ダンボールで寝泊まりし小汚い格好をしていたところ、ヤスに叱責され、相伴に与ってまかない飯を食べさせてもらい、弟子入りする。食の知識をヤスのみならず図書館に通うなどして貪欲に仕入れていく。女性に優しい。
タナベ ミサキ
中学3年生。亡くなった父譲りの大の蕎麦好きが高じて、高校進学をせずに蕎麦打ちの職人になりたいと告げたところ、母親の理解を得られず、函館から家出。東京の蕎麦の名店で食い逃げを繰り返していたところをタカオに捕まり、ヤスが善後策を練る。
オモニ
新大久保で朝鮮料理店を営む女性。ヤスとは深い信頼関係で結ばれており、肉体関係はないが夫婦のようだと評される。
松尾（まつお）
人形町の老舗洋食店「東雲軒」の2代目主人。牡蠣フライが有名で、同じく人形町にある洋食店「洋食クニマツ」とは双璧をなす存在であったが、ヤスにはある時期を境に見限られた。東京ミドルタウンの支店に人質を獲って籠城する。
龍次（りゅうじ）
湘南の小さな港町、菱切港のドライバー。リーゼント頭で、トラックは「菱切港の韋駄天！龍次参上！」と派手な電飾で彩られているが、運転は超が付くほど安全で法定速度を守って、ドライバー仲間からCB無線を受ける時にも必ず路肩に寄るため、同乗したタカオは正直「トロイ」と思ったほど。
シノケン
ヤスの師匠。全てを失い、一文無しになって菱切に流れ着いたヤスにホームレスとしての生き方を教えた。20年前に家族を災害で亡くし、菱切の防風林の中に、松の木の幹を利用した小さな小屋「松の木コテージ」を建てて自給自足の生活を送っている。元漁師で、かつての漁師仲間で漁協の理事の一人とも懇意にしており、防風林での生活を認められていたが、ヤクザが関わる密漁による水揚げ量の減少などの影響で立ち退きを迫られる。
片倉 和彦（かたくら かずひこ）
コリドー街のビストロ「フィーユ」のオーナーシェフ。広尾の老舗ホテルの元総料理長。理想の店を開いたものの、客足が思うように伸びず悩んでいる。
片倉 シオリ（かたくら シオリ）
片倉シェフの娘。フィーユのホールを任されている。銭湯好きで、金春湯でミサキと出会って親しくなった。
野々山 幸一郎（ののやま こういちろう）
通称「食べ歩キング」。15年前（タカオの中学時代）にテレビドラマ『熱血スキップ先生』で二枚目俳優として一世を風靡した。現在はグルメタレントとして迫力のある体つきになっている。フィーユの常連。

## テレビドラマ
『ヤッさん〜築地発！おいしい事件簿〜』（ヤッさん つきじはつ おいしいじけんぼ）のタイトルで、2016年7月22日から8月26日まで、テレビ東京系の『金曜8時のドラマ』で放送された。主演はゴールデンタイムの連続ドラマ初主演となる伊原剛志。2016年11月に移転予定の築地での最後のドラマロケとなる。
なお『金曜8時のドラマ』次作『石川五右衛門』は初の時代劇となるため、現代劇は本作を以て中断する。

### キャスト
- ヤッさん - 伊原剛志
- タカオ - 柄本佑[5]
- ミサキ - 山本舞香
- 正一 - 上地雄輔（友情出演）
  - 愛称正ちゃん。ヤッさんが懇意にしている築地市場の仲買人であり、築地食堂も営んでいる働き者。パートの由希子に片思いしている。
- 由希子 - 富永沙織
- 吉田 - 渡邉紘平
- すみれ - 松本海希
- オモニ - 板谷由夏
- 橋田 - 里見浩太朗
  - 老舗の蕎麦店、「はし田」の4代目店主。穏やかな江戸っ子気質の男性。

### ゲスト

#### 第1話
- ナカシマミキ - 佐々木希
  - グルメ関係のフリーライター。

#### 第2話
- 陽子 - 奥貫薫
  - ミサキの母親。
- 食才人 - 児嶋一哉

#### 第3話
- 中尾喜一 - 宮川一朗太
  - 人形町にある洋食店「東雲軒」店主。
- 中尾正江 - 紺野まひる
  - 喜一の妻。大人しく控えめ。
- 刈谷 - 東根作寿英
- 篠塚宗太 ‐ 林和義
- 島崎省吾 ‐ 児玉貴志
- 望月 ‐ 阪田マサノブ
  - ヤスの顔見知りの記者。

#### 第4話
- 杉山淳平 - 中尾明慶
- 若菜 - 中村ゆり
- 杉山健 - 北見敏之
- カツやん - 桂雀々
- 勝司 - 今井隆文
- 大旦那 ‐ 江幡高志

#### 第5話
- シノケン - 笹野高史
- 龍子 - 南野陽子
- 稲盛 - 遠藤要
- 田所 - モロ師岡

#### 最終話
- 矢吹礼子 -高岡早紀（第5話）
- 近藤 - 大鶴義丹
- 下条 - 樋浦勉
- 高松 - おかやまはじめ

### スタッフ
- 原作 - 原宏一 『ヤッさん』『ヤッさんII 神楽坂のマリエ』（以上、双葉文庫）『築地の門出 ヤッさんIII』（双葉社）
- 脚本 - 大島里美
- 演出 - 小林義則、都築淳一
- 音楽 - 白石めぐみ
- 主題歌 - 世良公則 「宿無し」（ドリーミュージック）[6]
- チーフプロデューサー - 山鹿達也（テレビ東京）
- プロデューサー - 稲田秀樹（テレビ東京）、濱谷晃一（テレビ東京）、江森浩子
- 製作 - テレビ東京、共同テレビジョン

### 放送日程
| 各話                                           | 放送日  | サブタイトル         | ラテ欄 | 演出     |
| ---------------------------------------------- | ------- | -------------------- | --- | -------- |
| 第一話                                         | 7月22日 | ホームレスのグルメ帳 | 食の天才！宿無し男 悪女に喝！                                                                                        | 小林義則 |
| 第二話                                         | 7月29日 | ラブミー蕎麦         | そば名店で事件勃発 謎の食い逃げ少女に母との絆…                                                                       | 小林義則 |
| 第三話                                         | 8月05日 | 籠城レストラン       | 老舗カキフライ店が堕ちた罠！愛妻の涙                                                                                 | 都築淳一 |
| 第四話                                         | 8月12日 | ワールドSUSHI        | バカ息子から挑戦状 意地の寿司職人対決                                                                                | 小林義則 |
| 第五話                                         | 8月19日 | ヤッさんの身の上     | 絶景の海守れ！伊勢エビ密漁犯（秘）捕獲作戦 驚きの黒幕                                                                | 都築淳一 |
| 最終話                                         | 8月26日 | ヤッさん築地を去る   | 小池都知事も注目！移転に揺れる築地市場に卑劣な罠！ 悪徳詐欺に怒りのバカヤロー！鍵は絶品ナポリタン…築地の魂は不滅です | 小林義則 |
| （視聴率はビデオリサーチ調べ、関東地区・世帯） |         |                      | |          |

| テレビ東京系 金曜8時のドラマ                                 | テレビ東京系 金曜8時のドラマ                                                  | テレビ東京系 金曜8時のドラマ                            |
| 前番組                                                       | 番組名                                                                        | 次番組                                                  |
| ------------------------------------------------------------ | ----------------------------------------------------------------------------- | ------------------------------------------------------- |
| ドクター調査班 〜医療事故の闇を暴け〜 (2016.4.22 - 2016.6.3) | ヤッさん 〜築地発!おいしい事件簿〜 (2016.7.22 - 2016.8.26) 【本作まで現代劇】 | 石川五右衛門 (2016.10.14 - 12.2) 【この作品のみ時代劇】 |

## ラジオドラマ
『ヤッさん』のタイトルで、NHK-FM放送「青春アドベンチャー」枠にて2010年5月3日から14日まで放送された（月曜～金曜・22:45～23:00、1話15分・全10回）。

### キャスト（ラジオドラマ）
- タカオ：瀬川亮
- ヤッさん：小林薫
- ミサキ：石橋菜津美
- 正ちゃん（正一）：有薗芳記
- 下條：沼田爆
- 高松：丸岡奨詞
- 女将：朝加真由美
- 会長：金内喜久夫
- 他：草見潤平、山像かおり、大石吾朗、馬渕英俚可、キタキマユ、松井範雄、磯西真喜、後藤哲夫、渡辺穣、小川剛生、田中宏樹、斎藤志郎、粟野史浩、田中聡元、藤本静、古澤蓮、もたい陽子

### スタッフ（ラジオドラマ）
- 原作：原宏一『ヤッさん』
- 演出：小島史敬
- 脚色：富永智紀
- 音楽：大河内元規
- 音響効果：原大輔　佐々木敦生
- 技術：鏡唯夫